# Papillaria polytricha
Papillaria polytricha là một loài Rêu trong họ Meteoriaceae. Loài này được (Dozy & Molk.) A. Jaeger mô tả khoa học đầu tiên năm 1877.